# ゴールデン・フォーク
『ゴールデン・フォーク』(Golden Folk)は、原田実とワゴン・エースとヴィレッジ・シンガーズのアルバム。1966年11月に東芝音楽工業からリリースされた。

## 収録曲
Side 1
1. グリーン・グリーン
2. 500マイル
3. 風に吹かれて
4. 朝日のあたる家
5. 漕げよマイケル
6. ジョンB号の難破
7. イエスタデイ

Side 2
1. 花はどこへ行った
2. 悲惨な戦争
3. ミスター・タンブリン・マン
4. 孤独の世界 (サウンド・オブ・サイレンス)
5. トゥデイ
6. サマー・グリーン
7. さらばジャマイカ

## パーソネル
原田実とワゴン・エース
- 原田実（スティール・ギター、編曲）

ヴィレッジ・シンガーズ
- 南里孝夫（12弦ギター、ヴォーカル）
- 小松久（エレキ・ギター、ヴォーカル）
- 森おさむ（電気ベース）
- 林ゆたか（ドラムス）
- 古関正裕（エレクトーン）